# Deperdussin Monocoque

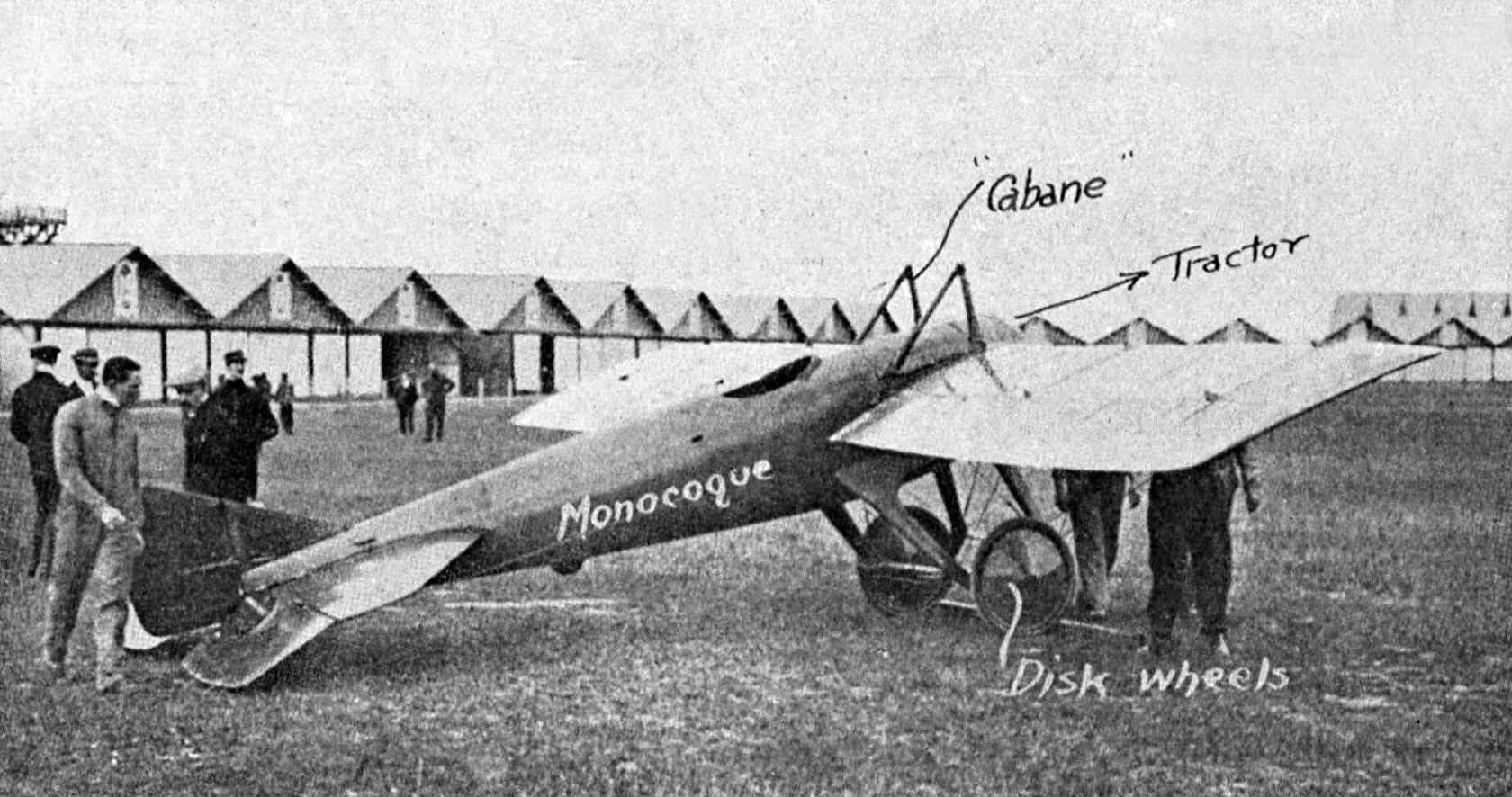
O Deperdussin Monocoque e alguns de seus detalhes

O Deperdussin Monocoque foi um avião de corrida construído em 1912 pela "Aéroplanes Deperdussin". O seu nome vem também do método de construção da sua fuselagem. Esse avião ficou muito conhecido por vencer o "Gordon Bennett Aviation Trophy" em 1912 e 1913, e por elevar o recorde de velocidade em aviões para 210 km/h.

## Antecedentes

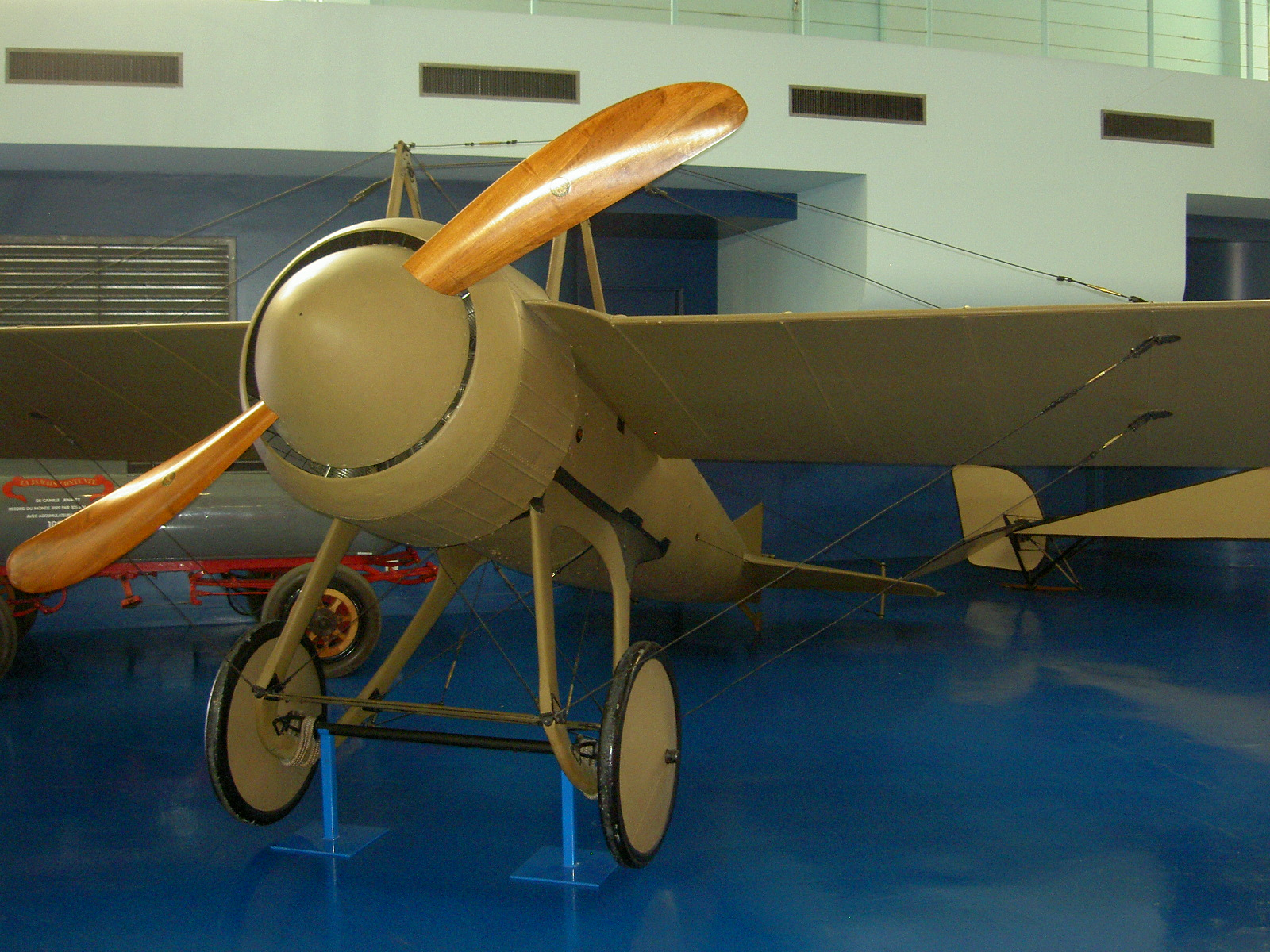
O Deperdussin Monocoque
no museu de Bourget.

O primeiro uso da construção monocoque na aviação é atribuído a Eugene Ruchonnet, um engenheiro Suíço que construiu um avião apelidado como Cigare em 1911, que tinha a fuselagem constituída várias lâminas de madeira bem finas, sendo cada laminação aplicada sobre a anterior em um ângulo específico, aumentando a resistência do conjunto. O método usual de construção de fuselagens de aeronaves naquela época era usar uma estrutura em forma de "gaiola" coberta por tecido. A técnica de Ruchonnet, que transferia a carga exercida na cobertura para a estrutura, tornou-se o método mais comum de construção de aviões.
O Deperdussin Monocoque foi um desenvolvimento de uma modelo anterior, o Monoplano de corrida Deperdussin 1912 projetado por Louis Béchereau que voou pela primeira vez ao final de 1911 e foi o primeiro avião a ultrapassar 160 km/h em voo nivelado. Esse modelo fazia uso parcial da técnica monocoque, com um par de "conchas" laminadas em conjunto com uma "gaiola" convencional de madeira na fuselagem.

## Desenho
O Deperdussin Monocoque era uma monoplano de asas centrais com encordoamento paralelo sendo as longarinas feitas de carya e fraxinus, enquanto as nervuras eram feitas de pinheiro. A fuselagem era feita em duas metades, cada uma confeccionada por um processo colagem e encaixe (usando pinos) de lâminas de tulipeiro (árvore-do-ponto) sobre uma estrutura de carya. Com três lâminas a espessura da cobertura chegava à 4 mm. Em seguida, as duas metades da cobertura eram removidas de seus suporte, encaixes internos eram adicionados e as metades coladas e revestidas com tecido. Todos os esforços foram feitos para reduzir o arrasto: uma grande cobertura foi colocada à frente do eixo da hélice e o trem de pouso tinha um desenho aerodinamicamente limpo feito de uma estrutura de madeira em formato de "U".

## Histórico de serviço
Deperdussin inscreveu três aviões para a corrida do troféu Gordon Bennett de 1913, como parte do encontroe de aviação em Rheims que durou uma semana em Setembro de 1913. Os aviões foram pilotados por: Prevost, Gilbert e Rost. Um quarto avião foi inscrito por Crombee, representando a Bélgica na competição. O avião pilotado por Prevost, modificado com a redução da envergadura das asas. Uma eliminatória ocorreu para decidir quais seriam os três representantes da França. Prevost ficou em primeiro e Gilbert em terceiro, o segundo lugar ficou com Jules Vèdrines pilotando um Monoplano Ponnier.
A corrida foi vencida por Prevost, que completou o percurso de 200 km em 59 minutos e 45,6 segundos com velocidade média de 200,5 km/h.

## Especificações
Do vencedor do prêmio Gordon Bennett de 1913.
- Características gerais
  - Tripulação: 1
  - Comprimento: 6 m
  - Envergadura das asas: 6,65 m
  - Área das asas: 9.7 m²
  - Peso bruto: 612 kg
  - Motor: 1 × Gnome Lambda Lambda (14-cilindros em duas linhas de 7, rotativo, refrigerado à água com 160 hp
  - Hélices: Chauvière de duas lâminas, 2.31 m de diâmetro
- Performance
  - Velocidade máxima: 210 km/h